# Анна Гольмлунд
Анна Гольмлунд (швед. Anna Holmlund; 3 жовтня 1987, Сундсвалль, Швеція) — шведська фристайлістка. Бронзова призерка зимових Олімпійських ігор 2014 року у скікросі.

## Із життєпису
У дитинстві любила грати у футбол, але завжди хотіла змагатися у скікросі. Закінчила Стокгольмську школу економіки за фахом економіста. Вигравала медалі в юніорському чемпіонаті Швеції з гірськолижного спорту. Також грала за шведську футбольну збірну.
Спортивну кар'єру розпочала у 2008 році, у віці 21 рік. Отримала травму в 2009 році, пропустивши 2 тижні змагань, у січні 2010 року, після струсу мозку, також пропустила два змагальних тижні. На Зимових Олімпійських іграх у Ванкувері 2010 року посіла 6 місце. На чемпіонаті світу з фристайлу у 2011 році здобула бронзові медалі, того ж року виграла загальний залік Кубка світу зі скікросу.
У 2012 році, внаслідок розриву хрестоподібних зв'язок одного з колін, вибула зі змагань на вісім місяців, до грудня того року, коли взяла участь у Кубку світу. Чергову травму отримала на тренуванні у січні 2013 року — після перенесеної операції вибула зі змагань до кінця року. Череда травм змусила її задуматися над продовженням спортивної кар'єри.